# ヨハン・ゴットフリート・ピーフケ
ヨハン・ゴットフリート・ピーフケ（Johann Gottfried Piefke, 1815年9月9日 - 1884年1月25日）はドイツの作曲家、カペルマイスター。

## 生涯

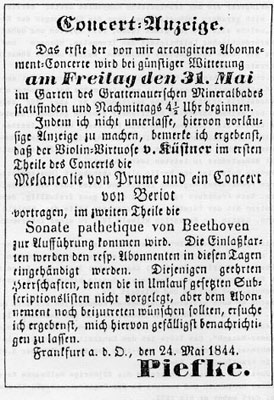
当時のコンサートを伝える広告

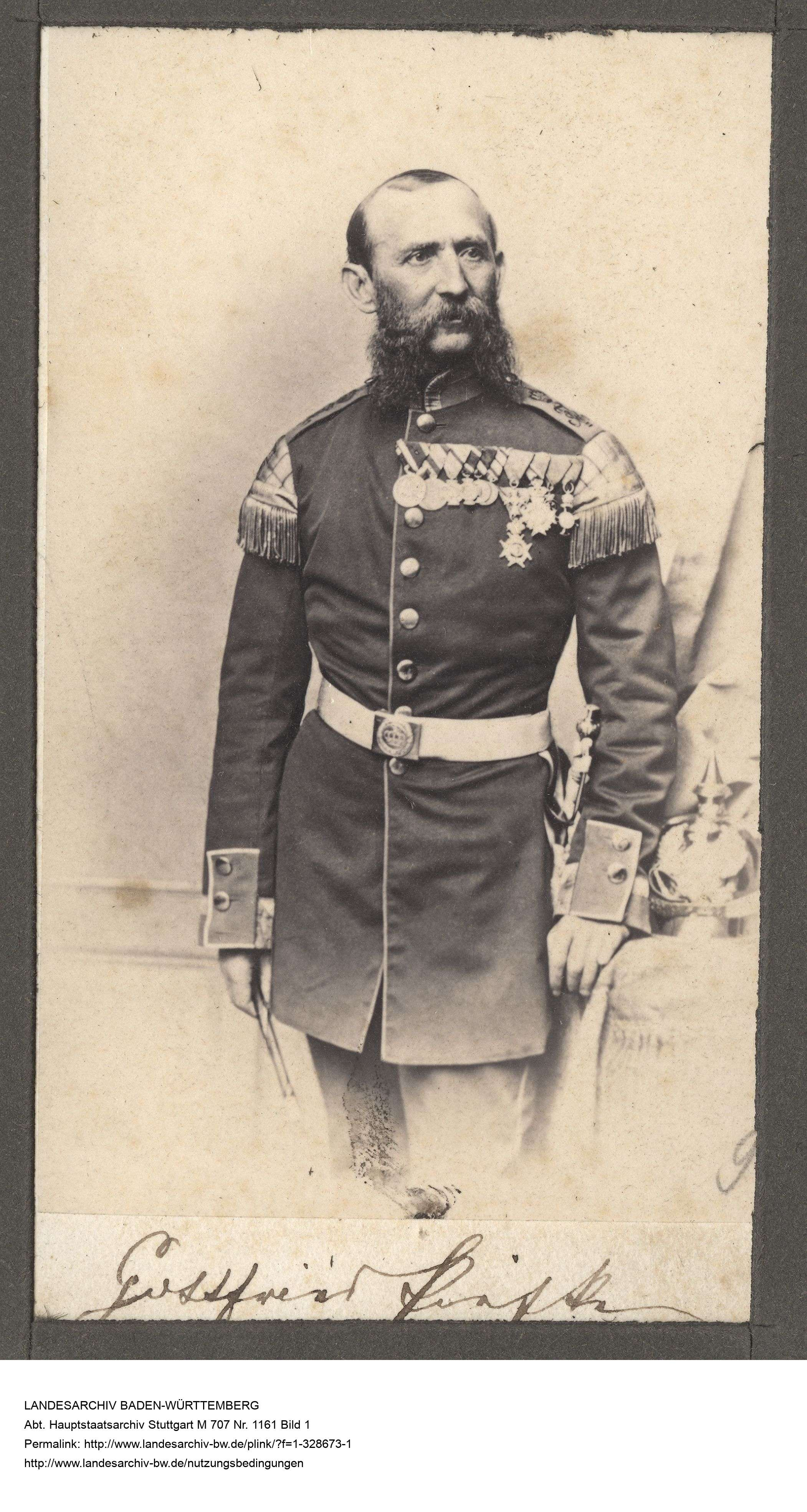
ピーフケ

ピーフケは1815年にポズナン大公国（現在のポーランドの一部）のスクビェジナに、オルガン奏者のヨハンとその妻ドロテアの間に生まれた。1835年、ピーフケはフランクフルトの第8擲弾兵連隊にオーボエ奏者として参加。1838年、ベルリン芸術大学へ。タヒェンベルグ公の娘と結婚した。1843年には陸軍に戻った。1852年ベルリン市民は総出で彼を迎えた。そこで彼は自身の作曲家としての才能を伸ばした。それは聴衆そして専門家も認めることになった。
1859年から音楽合唱団の監督であったピーフケは、1865年ヴィルヘルム1世の名により王立音楽監督を6年間務めた。1864年第二次シュレースヴィヒ＝ホルシュタイン戦争に参加し、楽隊を率いて友軍を鼓舞した。1866年には普墺戦争へ、また3年後には普仏戦争に参加した。この戦争のメス攻囲戦中に、病に侵されるが翌年には復帰した。
戦後、クラシックに身を捧げコンサートを開催、またツアーも行った。
ピーフケは1884年1月25日、フランクフルト・アン・デア・オーダーにて、69歳で死去した。

## 主な行進曲
- ポッホハマー行進曲(Pochhammer-Marsch) AM II, 137
- アルス行進曲(Der Alsenströmer) AM II, 190
- ケーニヒグレッツ行進曲(Königgratzer Marsch) AM II, 202
- デュッペル要塞突撃行進曲（ドイツ語版）(Düppel-Schanzen-Sturmmarsch) AM II, 186
- プロイセンの栄光(Preussens Gloria) AM II, 240
- 皇帝ヴィルヘルム戦勝行進曲(Kaiser-Wilhelm-Siegesmarsch) AM II, ?
- 戦勝行進曲(Siegesmarsch) AM II, 189
- メスにおける戦勝行進曲(Siegsmarsch von Metz) AM II, ?